# 임천향교
임천향교(林川鄕校)는 대한민국 충청남도 부여군 임천면에 있는 향교이다. 1997년 12월 23일 충청남도 기념물 제127호로 지정되었다.

## 개요
향교는 공자와 여러 성현께 제사를 지내고 지방민의 교육과 교화를 위해 나라에서 세운 교육기관이다.
임천향교는 언제 지었는지는 확실하지 않지만, 조선 전기에 세운 것으로 보인다. 원래는 구교리에 있던 것을 숙종 14년(1688)에 지금 있는 자리로 옮겼다. 그 뒤 여러 차례 고쳐 지어 오늘에 이른다.
지금 남아 있는 건물로는 대성전, 명륜당, 동재, 서재 등이다. 대성전 안에는 공자를 비롯하여 그의 제자들과 한국 성현의 위패를 모시고 있다.
조선시대에는 나라에서 토지와 노비·책 등을 지원받아 학생들을 가르쳤으나, 지금은 교육 기능은 없어지고 제사 기능만 남아 있다.

## 같이 보기
- 향교

## 참고 자료
- 임천향교 - 국가유산청 국가유산포털